# Меріон Террі
Меріон Бессі Террі (англ. Marion Bessie Terry; уроджена Мері Енн Бессі Террі; 13 жовтня 1853 — 21 серпня 1930) — англійська акторка. За півстолітню кар'єру зіграла головні ролі у понад 125 п'єсах. Попри постійне перебування в тіні своєї старшої та знанішої сестри Еллен, однак, досягла значного успіху у постановках Вільяма Швенка Ґілберта, Оскара Вайлда, Генрі Джеймса й інших.

## Біографія
Народилася в Англії, в театральній сім'ї. При народженні її назвали Мері Енн Бессі Террі, і вона отримала прізвисько «Поллі». Її батьки, Бенджамін (1818—1896) мав ірландське походження, а мама Сара (уроджена Баллард; 1819—1892) була шотландського походження, працювали комічними акторами в гастрольній компанії, яка базувалася в Портсмуті (де батько Сари був весиліанським священником). Сім'я виховувала одинадцять дітей. Принаймні п'ятеро з них стали акторами: Кейт, Еллен, Меріон, Флоренс і Фред. Двоє інших синів, Джордж і Чарльз, були пов'язані з керівництвом театру.
Сестра Кейт була дуже успішною акторкою до одруження та залишення кар'єри 1867 року, а її сестра Еллен стала найвідомішою шекспірівською акторкою свого часу. Її правнучатий племінник (онук Кейт), сер Джон Гілгуд, став одним із найшановніших акторів XX століття. Террі навчалася в школі-інтернаті для дівчат у Саннісайді, Кінгстон-апон-Темс, разом зі своєю улюбленою сестрою Флоренс.

### Кар'єра
У липні 1873 року вперше вийшла на сцену як професійна акторка в ролі Офелії в постановці «Гамлета» Тома Тейлора в Манчестері. У жовтні 1873 року вперше зіграла на Вест-Енді — роль Ізабель у фарсі Джона Меддісона Мортона «Гра в розваги» в театрі «Олімпік» в компанії Генрі Невілла. Потім зіграла леді Валерію у «Все, що блищить, не золото» Мортона в тому ж театрі. 1874 року зіграла героїню шекспірівської п'єси «Багато галасу з нічого» в «Олімпіку». Наступний сезон провела в театрі «Стренд», а 1875 року з'явилася в «Слабкій жінці» Генрі Джеймса Байрона.

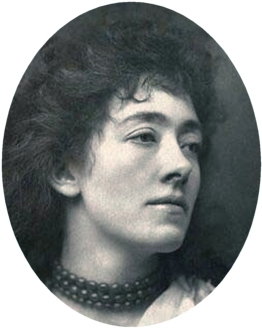
Меріон Террі, прибл. 1880 рік

Приєдналася до трупи театру «Геймаркет» і стала протеже Вільяма Швенка Ґілберта, незабаром з'явившись у кількох його п'єсах, зокрема «Dan'l Druce, Blacksmith» (1876) як Дороті, відновлені «Палацу істини» (1876), відновлені «Пігмаліону і Галатеї» (1877) і «Заручені» (1877), створивши роль Белінди Треерн з великим успіхом. У той період вперше з'явилася в «Danischeffs», адаптації лорда Ньюрі (1876), «Славі» К. М. Рея (1877), «Карлі XII» Джеймса Планше (відновлення 1877 року), «Волоцюзі» Гілберта (1878), «Двох сироах» (1878), «Розчавленому трагіку» і «Моїй маленькій дівчинці» Діона Бусіко. 1879 року переїхала до Театру принца Уельського під керівництвом Бенкрофтів, а потім переїхала з трупою до «Геймаркета», де грала у відновлених комедіях Томаса Вільяма Робертсона, зокрема в ролях Бланш Гей у «Нашому» та Белли в «Школі». 1879 року з'явилася в ролі Мейбл в «Обов'язку» Джеймса Альберта та головній ролі в «Гретхен» Гілберта.
Як визнана актриса продовжувала грати головні ролі в сучасних п'єсах, зокрема Вірсавію в сценічній адаптації «Подалі від шаленої юрми» Томаса Гарді та Джозефа Комінса Карра (1882). Того ж року зіграла разом з Лотті Венн і Джонстоном Форбс-Робертсоном у комедії Дж. В. Годфрі «Парвеню» в театрі «Королівський двір». 1884 року замінила свою сестру Еллен, яка хворіла, у ролі Віоли в «Дванадцятій ночі» в театрі «Ліцеум». 1885 року зіграла у «Магістраті» Артура Вінґа Пінеро. У 1887 році приєдналася до трупи Герберта Бірбома Трі спочатку в «Театрі комедії», а потім у «Геймаркеті». Того року з'явилася в «Торговці балад» Вальтера Бессана. У лютому 1888 року зіграла головну роль у відновленні «Розбитих сердець» Гілберта. Пізніше того ж року гастролювала британськими провінціями з Генрі Ірвінґом як Маргарет у «Фаусті», роль, яку виконувала її сестра Еллен. Зіграла місис Ерролл у фільмі «Справжній маленький лорд Фаунтлерой» (1889), з'явилася в «Кірені» Альфреда К. Калмура (1890) і 1891 року — в «Світлі й тіні» Р. К. Картона. У 1890-х роках продовжувала гастролювати з трупою «Ліцеума» Ірвінґа, граючи Розамунду в «Бекеті» Альфреда Теннісона, Порцію у «Венеційському купці» (одна з головних ролей її сестри) і знову Маргарет.

### Пізні роки

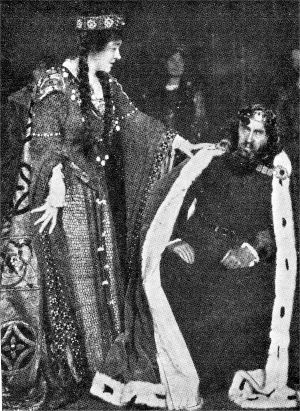
Террі та В. Ш. Ґілберт у «Розенкранці і Гільденстерні»

1892 року зіграла свою найвідомішу роль — місис Ерлін у «Віялі леді Віндермір» Оскара Вайлда в театрі Сент-Джеймса. Потім була роль Гетті в «Бавовняному королі» Саттона Вейна-старшого (1893). 1895 року з'явилася в «Алабамі» Огастеса Томаса, у головній ролі в «Делії Гардінг» Дж. Комінса Карра та як місис Певерель в «Гаї Домвіллі» Генрі Джеймса. 1900 року зіграла ролі Розалінди і Порції на Стратфордському фестивалі. Виконала роль Ніни у «Прощенні» Джозефа Комінса Карра (1901), головні ролі в «Елеонорі» Мері Гемфрі Ворд (1902), Сьюзен Троселл у «Вулиці якості» Джеймса Баррі (1902) та Одрі в «Майкл і його втрачений ангел» Генрі Артура Джонса й інші.
1907 року виступала у виставі за запитом королівської сім'ї за п'єсою Тома Тейлора 1855 року «Тихі води течуть глибоко» разом з Чарльзом Віндемом перед королем Едуардом VII. Зіграла матір Гамлета у відновленні пародії Гілберта на «Гамлета», «Розенкранца та Гільденстерна» 1908 року. 1908 і 1909 року гастролювала Америкою та Канаді. Її останньою роллю була Принципеса делла Черкола у постановці 1923 року «Наші кращі на глобусі» Сомерсета Моема, через п'ятдесят років після її першої професійної появи. Страждаючи від артриту й інших недуг, залишила сцену. В останні роки жила в Паддінгтоні після багатьох років життя в особняках Букінгемського палацу.
1930 року померла у своєму будинку у 76 років від крововиливу в мозок. Її поховали на цвинтарі Сент-Олбанс. Вона ніколи не виходила заміж, і поза сценою вела дуже приватне життя, тому про її романтичні стосунки нічого не відомо. Залишила спадок вартістю понад 12 000 фунтів стерлінгів.